# Stelis antennata
Stelis antennata är en orkidéart som beskrevs av Leslie Andrew Garay. Stelis antennata ingår i släktet Stelis och familjen orkidéer. Inga underarter finns listade i Catalogue of Life.